# Frontera entre Indonesia y Tailandia
Indonesia y Tailandia comparten una frontera marítima común en la parte norte del estrecho de Malaca y en el mar de Andamán al noreste de la isla de Sumatra en Indonesia y al oeste de la costa occidental del sur de Tailandia. El límite marítimo se extiende entre el tripunto India-Indonesia-Tailandia en el norte y el tripunto Indonesia-Malasia-Tailandia en el sur.
La frontera se delimitó a través de cuatro acuerdos, dos de los cuales involucraron como terceros países a India y Malasia, ya que se determinaron los puntos de cruce con esos países.
El acuerdo entre Indonesia y Tailandia es de fecha 17 de diciembre de 1971. El de Indonesia-Malasia-Tailandia, el 21 de diciembre del mismo año. El de fondos marinos entre Indonesia y Tailandia, el 11 de diciembre de 1975, El de India-Indonesia-Tailandia, el 22 de junio de 1978.